# ワンス・アポン・ア・タイム (season 5)
アメリカのファンタジー・テレビドラマ、『ワンス・アポン・ア・タイム』の第5シーズンは2015年5月7日に制作発表された。 2015年9月27日に放送開始される。 2015年6月9日にレベッカ・メイダーとショーン・マグワイアがゼリーナ/西の悪い魔女とロビン・フッドとして第５シーズンのレギュラーキャストになることが発表された。一方でその数日後、ウィル・スカーレット/ハートのジャックを演じているマイケル・ソーチャがレギュラーキャストではなくなることが発表された。第5シーズン中に100話目の放送を迎え、2016年放送の後半パートの1話目にあたる。
アーサー王、グネヴィア、マーリン、メリダ、パーシバル、ヴァイオレット、ニムエ、ハデス、ヘラクレス、メガラなど新しいキャラクターが登場する。また、今シーズンには、これまでの4シーズンから盲目の魔女、コーラ、ピーター・パン、クルエラ、ニール、ミラ、ヘンリー王子、リアム、ガストンなどが再登場する。

## キャスト

### レギュラー
- ジニファー・グッドウィン - 白雪姫 / メアリー・マーガレット・ブランチャード[1]
- ジェニファー・モリソン - エマ・スワン[2] / Dark Swan[1]
- ラナ・パリラ - 悪い女王 / レジーナ・ミルズ[1]
- ジョシュ・ダラス - チャーミング王子 / デヴィッド・ノーラン[3]
- エミリー・デ・レイヴィン - ベル[4]
- コリン・オドナヒュー - キリアン・ジョーンズ船長（通称” フック”）[1]
- ジャレッド・S・ギルモア - ヘンリー・ミルズ[9]
- レベッカ・メイダー - ゼリーナ / 西の悪い魔女[5]
- ショーン・マグワイア - ロビン・フッド[5]
- ロバート・カーライル - ルンペルシュティルツキン / ミスター・ゴールド[1]

### リカーリング
| - リアム・ギャリガン - アーサー王 - エリオット・ナイト - マーリン/アッシャー - ジョアナ・メトラス - グィネヴィア - デビッド・ポール・グローブ - ドック - ミグ・マケリオ - バッシュフル - リー・アレンバーグ - グランピー / リロイ - ビヴァリー・エリオット - ルーカス未亡人 / おばあちゃん - ゲイブ・コース - スニージー / トム・クラーク - ファスティーノ・ディ・バーダイ - スリーピー / ウォルター - マイケル・コールマン - ハッピー - アンドリュー・ジェンキンス - パーシヴァル - シンカ・ウォールズ - ランスロット - エイミー・マンソン - メリダ - オリビア・スティール・フォールコナー - ヴァイオレット - ジェフェリー・ケーサー - ドーピー - ラファエル・アレハンドロ - ローランド - キーガン・コナー・トレイシー - ブルー・フェアリー / マザー・スペリアー - ティモシー・ウェッバー - 魔法使いの弟子 | - イングリッド・トランス - 看護師 - ミーガン・オリー - 赤ずきん/ルビー - ジェイミー・チャン - ムーラン - デイヴィッド・アンダース - ヴィクター・フランケンシュタイン博士 / ホエール医師 - バーバラ・ハーシー - コーラ / ハートの女王 - ロビー・ケイ - マルコム/ピーター・パン / 笛吹き男 - グレッグ・ジャーマン - ハデス - ジャンカルロ・エスポジート - ジーニー / 魔法の鏡 - ヴィクトリア・サムフィット - クルエラ・ド・ヴィル / クルエラ・ファインバーク - トニー・ペレス - ヘンリー王子 - テリー・リーブス - ドロシー・ゲイル - マイケル・レイモンド＝ジェームズ - ニール・キャシディ / ベルファイア - エマ・コールフィールド - 盲目の魔女 - ジェイソン・バーカート - リトル・ジョン - マイケル・P・ノーシー - タック |

### ゲスト
| - リー・マドフ - ケイ卿 - マッケナ・グレイス - 若いエマ - ジャコモ・ベサット - グリフ - ウェブ・ヘーズ - 若いアーサー - エレン・カセム - 若いケイ - ダリラ・ベラ - 若いグネヴィア - ライアン・ロビンズ - モーガン卿 - ガイ・フォション - ヴォーティガン - ポール・テルファー - マッキントッシュ卿 - マルコ・ダンジェロ - マクガフィン卿 - ジョシュ・ハレム - ディングウォール卿 - キャロライン・フォード - ニムエ - グレアム・ヴァーチャー - 若い魔法使いの弟子 - ジェイソン・シンプソン - アッダ - グレン・キーオ - ファーガス王 - キャロライン・モラハン - エリナー王妃 - リリー・ナイト - 魔女 - リチャード・ストロー - エドガー - マシュー・オルセン - メリダの兄弟1 - ジョーダン・オルセン - メリダの兄弟2 - コルトン・バーナート - メリダの兄弟3 - アダム・クロスデル - フックの父 - オリバー・ベル - 若いキリアン - エリック・キーンレイサイド - モーリス卿 | - スティーブン・ロバーツ - ブラック・トゥース - ベイリー・マディソン - 若い白雪 - ジョナサン・ホワイトセル - ヘラクレス - ケイシー・レール - メガラ - ティーチ・グラント - 盗賊 - レイチェル・シェリー - ミラ - ディーン・ペトリウ - 若いベルファイア - アーロン・ダグラス - ヒーラー - バーナード・カリー - リアム・ジョーンズ - コスタス・マンディロア - キャプテン・シルバー - ポール・スティアー - かかし - ウェズ・ブラウン - ガストン - ポール・レーゼンビー - クロード - ジーナ・ストックデール - エムおばさん - アヴァ・アクレス - 若いレジーナ - イザベラ・ブレイク・トーマス - 若いゼリーナ - リヤ・キールステッド - クレオ・フォックス - ジェフ・グスタフソン - ステルシー - マックス・チャドバーン - ターシャ・モリス - デヴィッド・ホフリン - ゼウス - ハンク・ハリス - ジェキル - サム・ワイター - ハイド - ツィ・マー - ドラゴン |

## エピソード
| 通算 | No. | エピソード名 （原題）                  | 監督                           | 脚本                                                    | 放送日         | 視聴者数 （万人） |
| ---- | --- | -------------------------------------- | ------------------------------ | ------------------------------------------------------- | -------------- | ----------------- |
| 89   | 1   | "黒い白鳥" "The Dark Swan"             | ロン・アンダーウッド           | エドワード・キッツィス & アダム・ホロウィッツ           | 2015年9月28日  | 593               |
| 90   | 2   | "未払いの対価" "The Price"             | ロメオ・タイロン               | アンドリュー・チャンブレス & ダナ・ホーガン             | 2015年10月4日  | 538               |
| 91   | 3   | "命取りの座" "Siege Perilous"          | ラルフ・ヘメッカー             | ジェーン・エスペソン                                    | 2015年10月11日 | 528               |
| 92   | 4   | "壊れた王国" "The Broken Kingdom"      | アルリック・ライリー           | デヴィッド・H・グッドマン & ジェローム・シュワルツ      | 2015年10月18日 | 492               |
| 93   | 5   | "愛の涙" "Dreamcatcher"                | ロメオ・タイロン               | エドワード・キッツィス & アダム・ホロウィッツ           | 2015年10月25日 | 512               |
| 94   | 6   | "クマの弓矢" "The Bear and the Bow"    | ラルフ・ヘメッカー             | アンドリュー・チャンブレス & タズ・クーン               | 2015年11月1日  | 483               |
| 95   | 7   | "ニムエ" "Nimue"                       | ロメオ・タイロン               | ジェーン・エスペソン                                    | 2015年11月8日  | 488               |
| 96   | 8   | "誕生" "Birth"                         | イーグル・エギルソン           | デヴィッド・H・グッドマン & ジェローム・シュワルツ      | 2015年11月15日 | 485               |
| 97   | 9   | "魔法の兜" "The Bear King"             | ゲオフリュー・ヒルドリュー     | アンドリュー・チャンブレス                              | 2015年11月15日 | 485               |
| 98   | 10  | "砕け散ったハート" "Broken Heart"      | ロメオ・タイロン               | ダナ・ホーガン & タズ・クーン                           | 2015年11月29日 | 438               |
| 99   | 11  | "スワンの歌" "Swan Song"               | グウィネス・ホーダー＝ペイトン | エドワード・キッツィス & アダム・ホロウィッツ           | 2015年12月6日  | 456               |
| 100  | 12  | "黄泉の国へ" "Souls of the Departed"   | ラルフ・ヘメッカー             | エドワード・キッツィス & アダム・ホロウィッツ           | 2016年3月6日   | 401               |
| 101  | 13  | "愛の試練" "Labor of Love"             | ビリー・ジハート               | アンドリュー・チャンブリス & ダナ・ホーガン             | 2016年3月13日  | 431               |
| 102  | 14  | "悪魔の契約" "Devil's Due"             | アルリック・ライリー           | ジェーン・エスペソン                                    | 2016年3月20日  | 354               |
| 103  | 15  | "ジョーンズ兄弟" "The Brothers Jones"  | イーグル・エグリッション       | ジェローム・シュワルツ & デヴィッド・H・グッドマン      | 2016年3月26日  | 351               |
| 104  | 16  | "ハデスとゼリーナ" "Our Decay"         | スティーブ・パールマン         | タズ・クーン & ダナ・ホーガン                           | 2016年4月3日   | 378               |
| 105  | 17  | "黄泉に咲く花" "Her Handsome Hero"     | ロメオ・タイロン               | ジェローム・シュワルツ                                  | 2016年4月10日  | 375               |
| 106  | 18  | "魔法の靴" "Ruby Slippers"             | エリク・ラ・サル               | アンドリュー・チャンブレス & ビル・ワルコフ             | 2016年4月17日  | 376               |
| 107  | 19  | "姉と妹" "Sisters"                     | ロメオ・タイロン               | デヴィッド・H・グッドマン & ブリジット・ハレス          | 2016年4月24日  | 385               |
| 108  | 20  | "ファイヤーバード作戦" "Firebird"      | ロン・アンダーウッド           | ジェーン・エスペソン                                    | 2016年5月1日   | 377               |
| 109  | 21  | "最後の典礼" "Last Rites"              | クレイグ・ポーウェル           | ジェローム・シュワルツ                                  | 2016年5月8日   | 375               |
| 110  | 22  | "オンリー・ユー" "Only You"            | ロメオ・タイロン               | デヴィッド・Ｈ・グッドマン & アンドリュー・チャンブリス | 2016年5月15日  | 407               |
| 111  | 23  | "語られなかった物語" "An Untold Story" | ディーン・ホワイト             | エドワード・キッツィス & アダム・ホロウィッツ           | 2016年5月15日  | 407               |

## 制作

### 制作段階
第5シーズンは前半と後半の2パートに分けて放送される。後半の1話目がシリーズ100話目となる。キッツィスは前半と後半の話数が異なっている理由として、後半の1話目をシーズン100話目にするためであると語った。11月15日は2時間放送である。12話目は今シリーズの100話目にあたる。

### キャスティング
2015年6月9日レベッカ・メイダーとショーン・マグワイアが第5シーズンでレギュラーに昇格することが発表された。一方で、マイケル・ソーチャがレギュラーではなくなるが発表されたがリカーリングもしくはゲストとしては登場する。アダム・ホロウィッツがツイッターでエミリー・デ・レイヴィンがベルとして、ヴァインレポートがジェニファー・モリソンがエマとして引き続き出演することを公表した。2015年6月26日ジョシュ・ダラスが自身のツイッターで続投を明かし、アダム・ホロウィッツは10人のレギュラーがいることを明かした。Comic-Con 2015でジニファー・グッドウィン、ラナ・パリラ、コリン・オドナヒュー、ロバート・カーライルの続投が発表されたと同時にモリソンのキャラクターは"ダークスワン"であることが明かされた。ジャレッド・S・ギルモアもヘンリー・ミルズとしての続投が決まった。
2015年6月26日、シンカ・ウォールズがランスロット役で再登場することが明かされた。2015年7月1日、リアム・ギャリガンがアーサー王役としてシーズンの前半に登場することがわかった。2015年7月6日、SNSにてゲイブ・コースがスニージー役で、リー・アレンバーグがグランピーでの再出演を明かした。 2015年7月10日、ビヴァリー・エリオットとキーガン・コナー・トレイシーのルーカス未亡人役、ブルーフェアリー役での続投ツイッターにより判明。さらに、エリオット・ナイトがマーリン役、ジョアナ・メトラスがグィネヴィア役、アンドリュー・ジェンキンスがパーシヴァル役であることが明かされる。
アダム・ホロウィッツはツイッターでスコットランド人の射手であるメリダとおそろしの森のメリダをエイミー・マンソンが演じることを明かした。2015年9月8日、ミーガン・オリーがシーズン前半の複数の話に赤ずきん/ルビーとして再登場することが発表された。2015年9月15日、ホロウィッツはジェイミー・チャンがムーラン役で再登場することを明かした。 チャンもオリーもともに初登場は2015年11月15日の2時間放送の後半部分である。
第1話："Dark Swan"では、ドック役のデビッド・ポール・グローブ、スリーピー / ウォルター役のファスティーノ・ディ・バーダイ、ドーピー役のジェフェリー・ケーサー、ハッピー役のマイケル・コールマン、バッシュフル役のミグ・マケリオ、ローランド役のラファエル・アレハンドロ、魔法使いの弟子役のティモシー・ウェッバーが再登場する。また、イングリッド・トランス、リー・マドフ、マッケナ・グレイスが登場する。月末に向けヴィクター・フランケンシュタイン博士/ホエール医師役のデイヴィッド・アンダースの再登場があかされた。
第2話："The Prince"で、ヘンリーに好意を寄せるヴァイオレット役のオリビア・スティール・フォールコナーが初登場。
第3話："Siege Perilous"では、グリフ役のジャコモ・ベサットが初登場。2015年10月14日、フックの父役でアダム・クロスデルのキャスティングが明かされた。フックの父は回想にて登場する。後に名前がブレナであることが判明する。
第4話："The Broken Kingdom"では、ウェブ・ヘーズ、エレン・カセム、ダリラ・ベラがそれぞれ若い頃のアーサー、ケイ、グネヴィア役で初登場。
第5話："Dreamcatcher"では、ヴァイオレットの父であるモーガン卿役のライアン・ロビンズとヴォーティガン役のガイ・フォションが初登場。
第6話："The Bear and the Bow"では、マッキントッシュ卿役のポール・テルファー、マクガフィン卿役のマルコ・ダンジェロ、ディングウォール卿役のジョシュ・ハレムが初登場。
第7話："Nimue"では、アッダ役のジェイソン・シンプソン、ニムエ役のキャロライン・フォード、若い頃の魔法使いの弟子役のグレアム・ヴァーチャーが初登場。
2015年10月27日、グレン・キーオとキャロライン・モラハンがメリダの両親であるファーガス王とエリナー王妃役で出演するとこが判明した。10月と11月の間に複数の全シーズンまでのキャストがシーズン100話目となる"Souls of the Departed"にて再出演することが判明する。コーラ/ハートの女王役のバーバラ・ハーシー、ピーター・パン役のロビー・ケイ、ジーニー/魔法の鏡役のジャンカルロ・エスポジート、シーズン１の盲目の魔女役のエマ・コールフィールドが含まれている。また、リカーリングキャラクターとなるハデス役のグレッグ・ジャーマンが初登場となる。
2016年2月22日、死亡したニール・キャシディ/ベルファイア役のマイケル・レイモンド＝ジェームズの100話への再登場が判明した。
2015年11月10日、クルエラ・ド・ヴィル/クルエラ・ファインバーク役のヴィクトリア・サムフィットがシーズン後半の複数の話に登場することが判明した。初登場は第13話の"Labor of Love"である。
2015年11月16日、若い頃の白雪役のベイリー・マディソンが新しいキャストとなるヘラクレス役のジョナサン・ホワイトセル、メガラ役のケイシー・レールとともに登場することが判明する。
2015年12月3日、シーズン前半のフィナーレとなる"Swan Song"のキャストが明らかになる。ベルの父であるモーリス卿役のエリック・キーレイサイドの再登場および若い頃のフック役のオリバー・ベルの初登場である。
2015年12月4日、ルンペルシュティルツキンの妻でありフックの恋人であったミラ役のレイチェル・シェリーのシーズン後半への再登場が判明。
2015年12月8日、ドロシー・ゲイル（かつてはメトレヤ・スカーウェナーが演じていた）が新しい女優が演じることで再登場することが判明した。ドロシーは20-30歳ぐらいの年齢で登場する。
2015年12月18日、ドロシー役をテリー・リーブスが演じることが判明。第16話で初登場する。
2016年1月8日、美女と野獣のガストンが再登場することが判明した。演じるのはセイジ・ブロックレバンクから引き継いだウェズ・ブラウンとなる。
2016年2月9日、アヴァ・アクレスとイザベラ・ブレイク・トーマスが若い頃のレジーナとゼリーナを演じることが判明した。2人は第21話の"Sisters."での回想で登場する。
2016年2月18日、コスタス・マンディロアがキャプテン・シルバー役で出演することが判明。
2016年2月23日、リヤ・キールステッドがエマのかつての指導者であるクレオで出演することが判明した。クレオはエマが保釈保証人になるまでの頃の回想で登場する。